# Čileanski prag
Čileanski prag je srednjooceanski hrbat stvoren na divergentnoj granici gdje se međusobno odmiču tektonska ploča Nazca i Antarktička ploča. Proteže se od Nazce, Tihog oceana i Antarktičke ploče do južne obale Čilea, ukupne duljine 550-600 km.
Čileanski prag sudara se s Južnoameričkom pločom na istoku i podvlači pod poluotok Taitao zadnjih 14 milijuna godina. Podvlačenjem se stvaraju posebne vrste magmatskih stijena kao što su ofioliti, ultramafitne stijene sastavljene od olivina i piroksena, koje se obično nalaze u oceanskoj kori. Proučavanje Čileanskog praga važno je u shvaćanju kako se arhajska kontinentalna kora formirala iz dubokomorske oceanske kore te je ujedno i jedini primjer na svijetu gdje se kontinentalna kora nalazi iznad kore koja se podvlači.